# شیفورشت
شیفورشت (به آلمانی: Schiphorst) یک شهر در آلمان است که در هرتسوگتوم لاونبورگ واقع شده‌است. شیفورشت ۵۸۶ نفر جمعیت دارد.